# Faisà comú

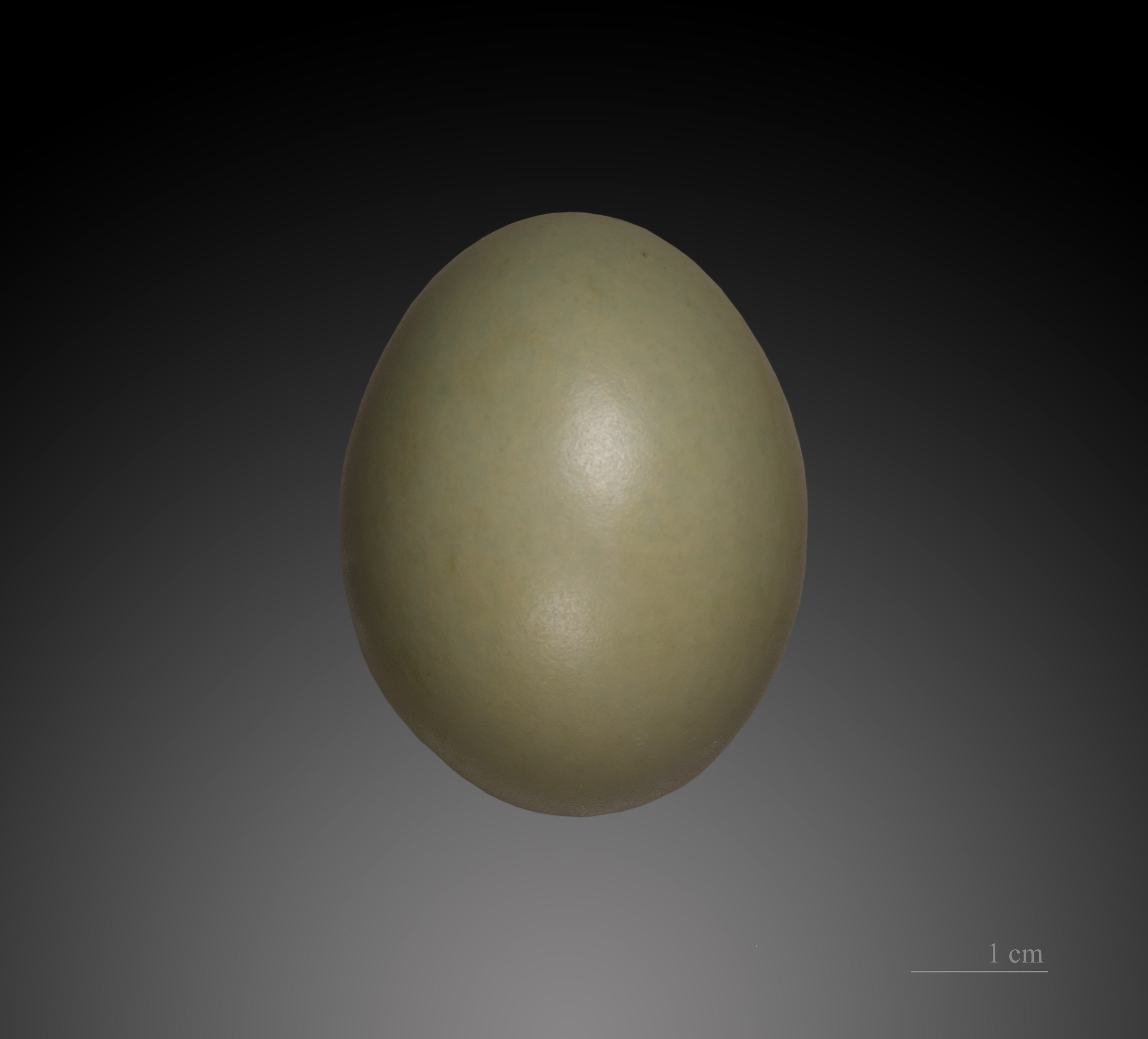
Ou de Phasianus colchicus

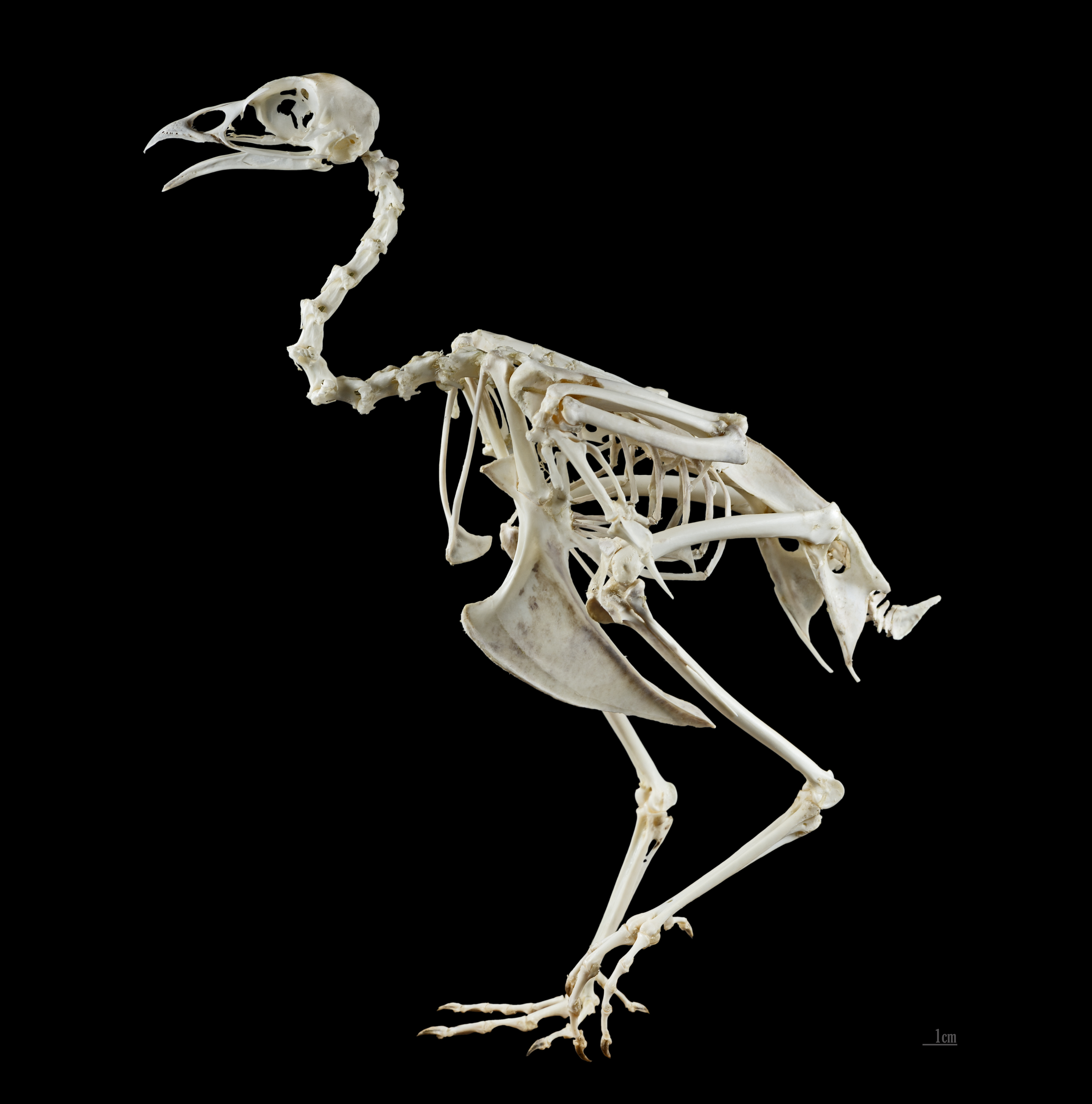
Esquelet de Phasianus colchicus

El faisà comú (Phasianus colchicus), és un ocell de la família dels faisans (Phasianidae). És natiu del Caucas i Rússia i ha estat àmpliament introduït arreu com a carn de cacera. En algunes parts de la seva àrea de distribució geogràfica, on no viuen parents, com succeeix a Europa, se'l coneix simplement amb el nom de faisà. El Phasianus es va desviar del gènere Gallus, el gènere de les aus de selva i les gallines domesticades, fa uns 20 milions d'anys.
És originari d’Àsia i de parts d’Europa com els contraforts septentrionals del Caucas i els Balcans. S'ha introduït àmpliament en altres llocs com a ocell de caça. En algunes parts de la seva àrea de distribució, concretament en llocs on no es produeix cap dels seus parents, com ara a Europa, on es naturalitza, se'l coneix simplement com a "faisà". El faisà de coll anellat és el nom que s'utilitza per a tota l'espècie a Amèrica del Nord i també el nom col·lectiu de diverses subespècies i els seus integrants que tenen anells de coll blancs.
És un ocell conegut, entre els que tenen una importància més que regional, potser el més estès i antic de tot el món. El faisà comú és un dels ocells més caçats del món; ha estat introduït amb aquest propòsit a moltes regions, i també és comú a les granges de caça on es cria comercialment. Els faisans de coll anellat, en particular, es crien i es van introduir en moltes parts del món; l'estoc de la granja de caça, si bé encara no s'han desenvolupat races diferents, es pot considerar semidomesticat. El faisà de coll anellat és l’ocell estatal de Dakota del Sud, una de les tres aus estatals dels Estats Units que no és una espècie originària dels Estats Units.
El faisà verd (P. versicolor) del Japó de vegades es considera una subespècie del faisà comú. Tot i que les espècies produeixen híbrids fèrtils allà on convisquin, aquesta és simplement una característica típica de les aus (Galloanseres), en què els mecanismes d’aïllament postzigòtics són lleus en comparació amb la majoria d'altres aus. Aparentment, les espècies tenen requisits ecològics una mica diferents i, almenys, en el seu hàbitat típic, el faisà verd supera el faisà comú. Per tant, la introducció d’aquest últim al Japó ha fracassat en gran manera.

## Descripció
Són aus de gran mida en forma de pera, amb una cua llarga. Assoleixen una longitud d'entre 53 i 89 cm, una envergadura d'entre 70 i 90 cm i un pes mitjà d'1,2 kilograms. Són aus sexualment dimorfes: els mascles són més grossos i colorits que les femelles.
El mascle posseeix un plomatge vistós de color marró-vermellós amb taques blanques i negres i tons violeta i verd fosc al cap. També posseeixen un collar de color blanc molt cridaner. La punta de les seves plomes tenen la punta negra, que els ofereix un aspecte d'escates. Gran part de la seva cara està coberta per una carúncula vermella al voltant dels seus ulls.
Les femelles tenen un plomatge menys vistós, de to marronós clar amb taques negres. També tenen la cua llarga però no tant com els mascles.
La seva longevitat sol ser d'entre 11 i 18 anys en captivitat, però no solen viure més de tres anys en llibertat, sobretot on es practica la caça d'aquest animal.

## Subespècies
Actualment, se'n coneixen 31 subespècies dividides en 5 grups segons la regió on es troben. Les diferències es troben bàsicament en els mascles sobretot pel color i la presència o no del collar blanc típic, el color de la part superior de la cua i de les plomes cobertores i d'altres part de la cua. Pel que fa a les femelles, és molt difícil diferenciar les subespècies.
- Phasianus colchicus colchicus: des de l'est de Geòrgia fins al nord-est de l'Azerbaidjan, sud d'Armènia i nord-oest de l'Iran[12]
- Phasianus colchicus septentrionalis: nord del Caucas
- Phasianus colchicus talischensis: sud-est de Transcaucasia
- Phasianus colchicus turcestanicus (turcestanicus): Kazakhstan (vall del riu Syrdar'ya)
- Phasianus colchicus turcestanicus (bergii): illes del Mar d'Aral
- Phasianus colchicus persicus: sud-oest de Transcaspia
- Phasianus colchicus zerafschanicus: sud de l'Uzbekistan (Bukhara i vall de Zarafxan)
- Phasianus colchicus zarudnyi: Turquestan (valls de Amudar'ya central)
- Phasianus colchicus bianchii: Turquestan (delta del Amudar'ya)
- Phasianus colchicus torquatus: des de l'est de la Xina (Shandong) fins a la frontera del Vietnam
- Phasianus colchicus formosanus: Taiwan
- Phasianus colchicus satscheuensis: nord-centre de la Xina (extrem oest de Gansu)
- Phasianus colchicus vlangalii: nord-centre de la Xina (nord de Qinghai)
- Phasianus colchicus alaschanicus: nord-centre de la Xina (muntanyes Alashan)
- Phasianus colchicus sohokhotensis: nord-centre de la Xina (oasis de Sohokhoto i Qilian Shan)
- Phasianus colchicus pallasi: sud-est de Sibèria i nord-est de la Xina
- Phasianus colchicus karpowi: nord-est de la Xina (sud de Manxúria i nord de Liaoning) fins a Corea
- Phasianus colchicus kiangsuensis: nord-est de la Xina (nord de Shanxi i Shaanxi) fins sud-est de Mongòlia
- Phasianus colchicus strauchi: Xina central (sud de Shaanxi i sud de Gansu)
- Phasianus colchicus suehschanensis: oest i centre de la Xina (nord-oest de Sichuan)
- Phasianus colchicus elegans: oest i centre de la Xina (oest de Sichuan)
- Phasianus colchicus decollatus: Xina central (de Sichuan a Liaoning, nord-est de Yunnan i Guizhou)
- Phasianus colchicus rothschildi: sud-oest de la Xina (est de Yunnan) i nord del Vietnam
- Phasianus colchicus takatsukasae: sud de la Xina i nord del Vietnam
- Phasianus colchicus tarimensis: est i centre del Turquestan xinès
- Phasianus colchicus shawii: Turquestan xinès
- Phasianus colchicus mongolicus: nord-est del Turquestan rus
- Phasianus colchicus edzinensis: sud i centre de Mongòlia
- Phasianus colchicus hagenbecki: nord-oest de Mongòlia
- Phasianus colchicus principalis: sud de Rússia, Turquestan i nord de l'Afganistan
- Phasianus colchicus chrysomelas: Turquestan (part alta del riu Amudar'ya)

## Distribució
Originàriament, era una au nativa que anava des de la mar Càspia fins a la Xina, Corea i Japó passant per l'Àsia central i l'antiga Myanmar. A causa de la seva introducció per part de l'ésser humà, a hores d'ara es pot trobar a gran part d'Europa, Nord-amèrica, Nova Zelanda, Austràlia i Hawaii. A Nord-amèrica se'l pot trobar des del sud del Canadà fins a l'estat de Utah als EUA i des de Califòrnia a Nova Anglaterra i Virgínia. Ha estat introduït als següents països: Albània, Alemanya, Andorra, Austràlia, Àustria, Bahames, Bèlgica, Belarús, Bòsnia i Hercegovina, Bulgària, Canadà, Croàcia, Cuba, Dinamarca, Eslovàquia, Eslovènia, Espanya, EUA (Hawaii), Finlàndia, França, Grècia, Hongria, Irlanda, Itàlia, Letònia, Liechtenstein, Lituània, Luxemburg, Marroc, Moldàvia, Montenegro, Nova Zelanda, Macedònia del Nord, Noruega, Països Baixos, Polònia, Portugal, Regne Unit, Romania, Rússia (Rússia europea), Santa Helena, Ascensió i Tristan da Cunha, Sèrbia, Suècia, Suïssa, Turquia i Ucraïna.

## Hàbitat
És una au que es pot trobar habitualment en zones de pastures i de cultiu amb zones arbrades a prop i vores de rius. Prefereixen zones obertes com praderies, matollars i zones amb herbes i arbustos. És una espècie que es pot trobar a gran varietat de llocs com demostra la seva introducció en hàbitats tropicals com Hawaii, però mai en zones boscoses denses, boscos alpins i zones molt seques. No busca específicament zones amb aigua, però la majoria de poblacions es troben a prop, ja que la major part de l'aigua que consumeixen l'obtenen de la rosada de les plantes, la mateixa vegetació i dels insectes.
És habitual trobar-lo en zones agrícoles, tot i que la tendència al monocultiu, l'eliminació dels arbustos, els tancats que delimiten els terrenys, l'expansió suburbana i l'eliminació de zones humides, produeix una reducció del seu hàbitat.

## Comportament
El territori dels mascles és d'entre 0,8 i 3,2 km², tot i que durant l'hivern el territori és molt menor que durant la primavera, coincidint amb l'època de reproducció i festeig. Durant la tardor formen grups en zones d'alimentació. És una au que es passa gran part del temps a terra o posada sobre els arbres. A terra pot córrer a gran velocitat mantenint la cua aixecada i pot arrancar el vol en pocs instants. En les zones de distribució original, grups d'aus poden realitzar migracions d'entre 200 i 300 quilòmetres, però no en les zones on s'ha introduït, ja que són aus sedentàries.

### Reproducció
Els faisans són una espècie que practica la poligínia, és a dir, quan un mascle disposa d'un harem de femelles per reproduir-se. A mitjan març i fins a principis de juny (fins i tot pot arribar al mes d'agost), els mascles estableixen territoris de cria que duren des de l'inici del festeig amb la femella fins que la mateixa femella pon els ous i els comença a incubar. Aquests territoris van variant segons l'època de cria i no són fixes cada temporada. Dins d'aquest harem s'hi poden trobar entre 2 i 18 femelles diferents. Cada una d'aquestes femelles, que no són territorials, només s'aparellarà amb un mascle per temporada de cria. Per mantenir el territori, el mascle cloqueja i bat les ales per mantenir a distància els altres mascles que li vulguin prendre el territori. Si hi ha algun mascle que intenta competir un territori en disputa, es poden produir una mena de baralles on els mascles volen i xoquen entre si amb els pits, fan salts i peguen puntades de peu als becs dels rivals i es fan mossegades.
Un cop establert el territori i assegurat, el mascle pot iniciar el festeig amb la femella. Les femelles solen triar mascles dominants que els puguin oferir protecció o amb la cua o les carúncules del voltant dels ulls i orelles més llargues. Durant el festeig, el mascle arrossega les ales per terra al voltant de la femella, amb el cap abaixat i la barbeta dreta. Aquest ball sol precedir la còpula.
La nidificació comença just abans que la femella pongui els ous. El niu el fan a terra, en una petita depressió ben coberta que la femella excava i cobreix amb material vegetal que troba als voltants. Aquesta femella pondrà un ou al dia fins a arribar a pondre'n entre 7 i 15. Un cop comença la incubació per part de la femella, que durarà entre 22 i 25 dies, el mascle la ignorarà. Un cop els ous s'obren, les cries de faisà estan completament cobertes de plomissol, amb els ulls oberts i són capaces de caminar al cap de poca estona i seguir la mare per alimentar-se per elles mateixes. Aproximadament als 12 dies de vida, les cries ja poden fer volts curts i treuen les plomes definitives a les 9 o 10 setmanes.

### Alimentació
El faisà comú s'alimenta de matèria vegetal com fruits, llavors, fulles i brots. També s'alimenta de petits insectes com llagostes, erugues, grills i caragols. En llocs on s'ha introduït sol ser més oportunista i s'alimenta també dels grans dels cultius com el blat, el blat de moro, el lli o l'ordi.

## Estat de conservació
El seu estat de conservació és "poc preocupant". La seva població a Europa es calcula entre els 3 i els 5 milions de parelles, és a dir, entre 6 i 10 milions d'exemplars. Gràcies a la seva gran expansió per tot el món, es calcula que la població mundial de faisà comú és d'entre 160 i 230 milions d'exemplars. Tot i la seva gran expansió, algunes poblacions estan minvant sobretot degut a la caça excessiva i a la pèrdua del seu hàbitat.
Una de les subespècies, concretament la P. c. talischensis, es considera una subespècie rara, amb una població d'entre 200 i 300 exemplars, bàsicament amenaçada per la caça.

## Predadors naturals
Els principals depredadors dels faisans comuns solen ser aus de presa com mussols, voltors i falcons, com també guineus, teixons, coiots (als EUA), gossos domèstics, mofetes, visons i altres mustèlids i ossos rentadors.
Una de les malalties que solen afectar les poblacions de faisans comuns és la malaltia de Newcastle. També són susceptibles a malalties respiratòries causades per alguns coronavirus que són genèticament semblant als coronavirus que afecten gallines i galls d'indi. En els exemplars criats en captivitat, poden ser afectats per la malaltia de la melsa de marbre, que provoca l'adenovirus aviar de tipus II. També solen ser portadores de paràsits com paparres, puces, tènies i polls.